# Grammia barda
Grammia barda är en fjärilsart som beskrevs av Edwards 1881. Grammia barda ingår i släktet Grammia och familjen björnspinnare. Inga underarter finns listade i Catalogue of Life.